# Contea di Nambucca
La contea di Nambucca è una Local Government Area che si trova nel Nuovo Galles del Sud. Essa si estende su una superficie di 1.491 chilometri quadrati e ha una popolazione di 19.369 abitanti. La sede del consiglio si trova a Macksville.